# Sonnenfinsternis vom 20. März 2034
Die totale Sonnenfinsternis vom 20. März 2034 ist die nächste totale Sonnenfinsternis nach der Sonnenfinsternis vom 30. März 2033. Sie spielt sich größtenteils über Nigeria, Kamerun, dem Tschad, dem Sudan, Ägypten, Saudi-Arabien, Kuwait, Iran, Afghanistan, Indien, Pakistan, der Volksrepublik China sowie dem Atlantik und dem Roten Meer ab. Das Maximum der Finsternis liegt ca. 150 km südöstlich von Fada; die Dauer der totalen Sonnenfinsternis liegt dort bei 4 Minuten und 9 Sekunden.

## Orte in der Totalitätszone
| Land          | Ort       | Zeit (UT) | Dauer  |
| ------------- | --------- | --------- | ------ |
| Nigeria       | Lagos     | 09:19:45  | 2m 44s |
| Nigeria       | Makurdi   | 09:32:01  | 2m 23s |
| Tschad        | N’Djamena | 09:53:45  | 3m 48s |
| Saudi-Arabien | Yanbu     | 11:04:53  | 2m 27s |
| Iran          | Schiras   | 11:33:06  | 2m 33s |
| Pakistan      | Islamabad | 11:52:27  | 2m 7s  |
| Indien        | Srinagar  | 11:53:16  | 2m 4s  |